# デジタル監
デジタル監（デジタルかん、英: Chief Digital Officer）は、日本の国家公務員の官職のひとつ。デジタル庁に置かれる特別職国家公務員である。

## 概要

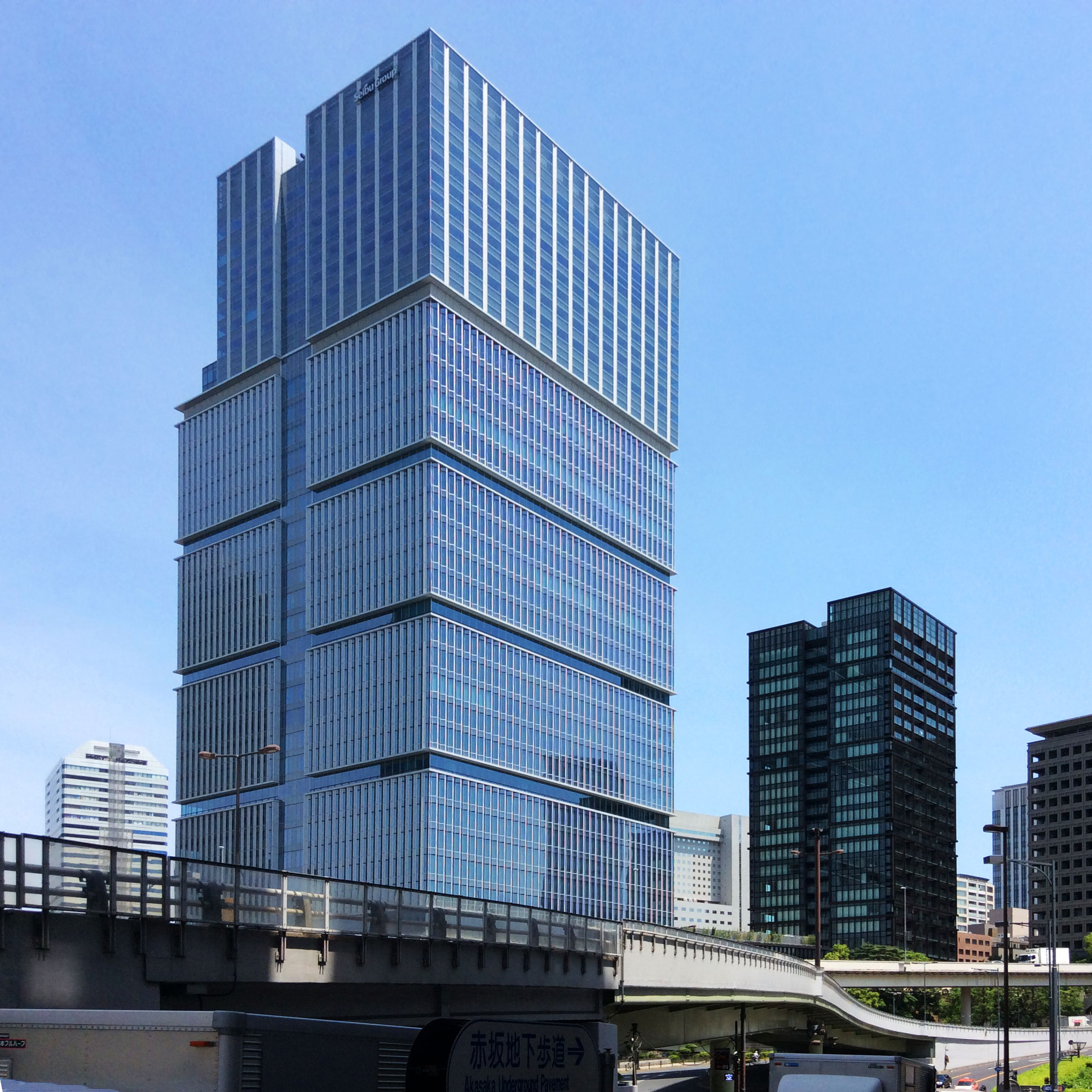
デジタル庁が所在する東京ガーデンテラス紀尾井町

デジタル庁は内閣に設置される行政機関であり、デジタル社会の形成を図る施策の企画、立案、総合調整を担当する。また、関係する行政機関における当該施策の推進も担っている。これらの事務のうち、デジタル監は重要事項に関してデジタル大臣に意見具申する。また、デジタル庁の庁務を整理し、部局や機関の事務を監督する。

## 任免・制限
デジタル監は、内閣総理大臣の申出に基づき内閣が任命する。また、デジタル監は、内閣総理大臣の許可がない限り在任中の副業は禁じられる。

## 沿革
デジタル庁設置法に基づき、2021年（令和3年）9月1日にデジタル庁が設置された。それにともない、デジタル監も置かれ、初代デジタル監には石倉洋子一橋大学名誉教授が任命された。なお、従前は、内閣官房に設置されている内閣情報通信政策監がデジタル監と同様の職務を担ってきた。しかし、デジタル庁設置法の附則により内閣法も改正され、内閣情報通信政策監は廃止されることになった。

## 名称
英文名称は「Chief Digital Officer」とされる。

## 歴代デジタル監
| 代   | 氏名 | 氏名     | 就任日        | 退任日        | 主要な経歴                      |
| ---- | ---- | -------- | ------------- | ------------- | ------------------------------- |
| 初代 |      | 石倉洋子 | 2021年9月1日  | 2022年4月26日 | 一橋大学名誉教授                |
| 2代  |      | 浅沼尚   | 2022年4月26日 | （現職）      | デジタル庁 Chief Design Officer |